# Economía de Ucrania
Después de la República Socialista Soviética de Rusia, la República Socialista Soviética de Ucrania era la más importante república de la Unión Soviética en términos económicos. Su suelo fértil producía 1/4 de la producción agrícola soviética. Después de la independencia en 1991 su gobierno liberó la mayoría de los precios e intentó comenzar un proceso de privatizaciones, pero esto sufrió fuertes resistencias por parte del gobierno y del legislativo. La producción en 1999 cayó a menos del 40% de la del año 1991.
Ucrania es muy dependiente de las fuentes de energía de Rusia. Casi 3/4 del gas natural y del petróleo consumido en el país, así como el 100% del combustible nuclear son importados de Rusia. Después de dos semanas de disputa que resultaron en el corte del abastecimiento de gas natural en Europa Occidental, Ucrania firmó en enero de 2009 con Rusia un acuerdo previendo la compra de gas natural por  10 años, a precios iguales a los practicados en otros lugares del mundo.
El producto interior bruto (PIB) creció más de 7% al año entre el 2006 y 2007 impulsado por los precios internacionales del acero. Sin embargo, en 2008 el país comenzó a ser afectado por la crisis internacional y en 2009 el crecimiento cayó más del 14%, una de las peores retracciones económicas del mundo.

## Comercio exterior
En 2020, el país fue el 51 mayor exportador del mundo (US $ 50,1 millones en bienes, 0,3% del total mundial). En la suma de bienes y servicios exportados, alcanza los US $ 63,4 mil millones y se ubica en el lugar 50 en el mundo. En importaciones, en 2019, fue el 45.º mayor importador del mundo: 53,9 mil millones de dólares.

## Sector primario

### Agricultura
En 2018, Ucrania:

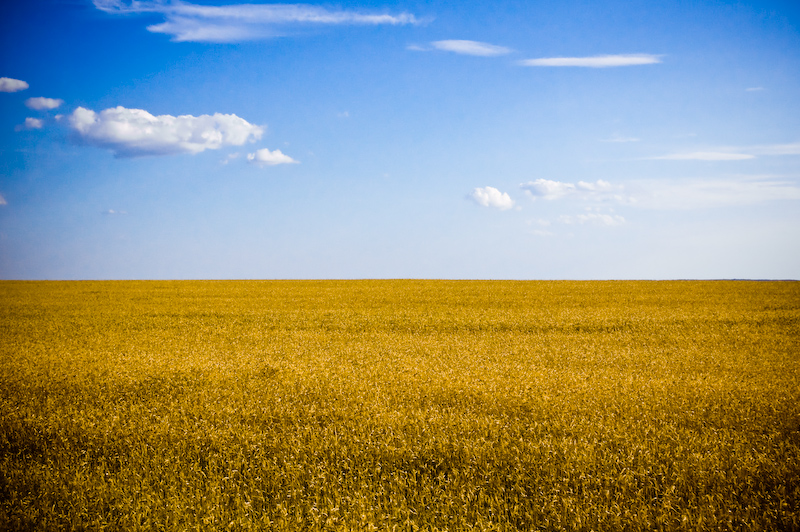
Campo de trigo en Ucrania con los mismos colores y forma que la bandera del país.

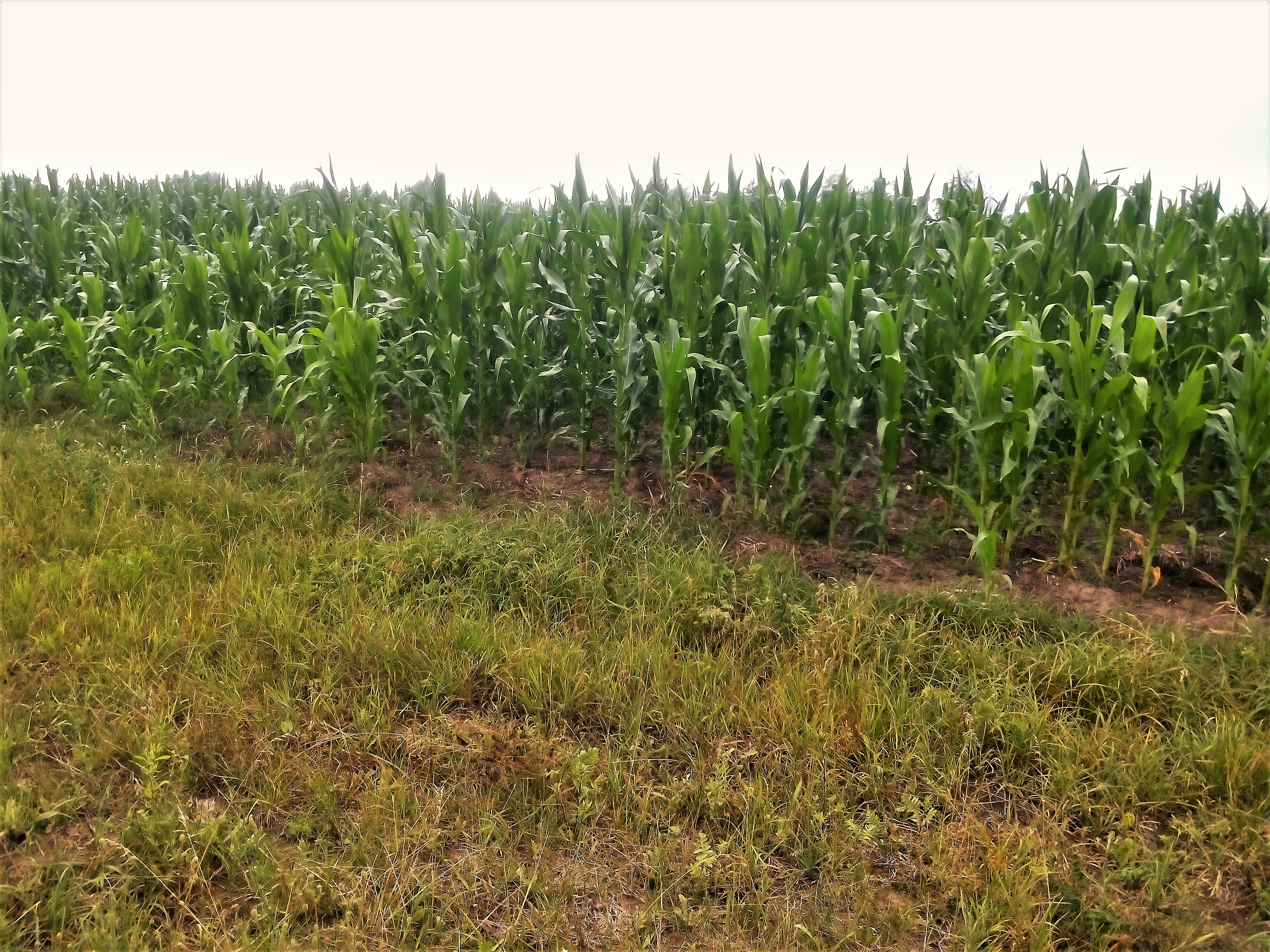
Maíz ucranio.

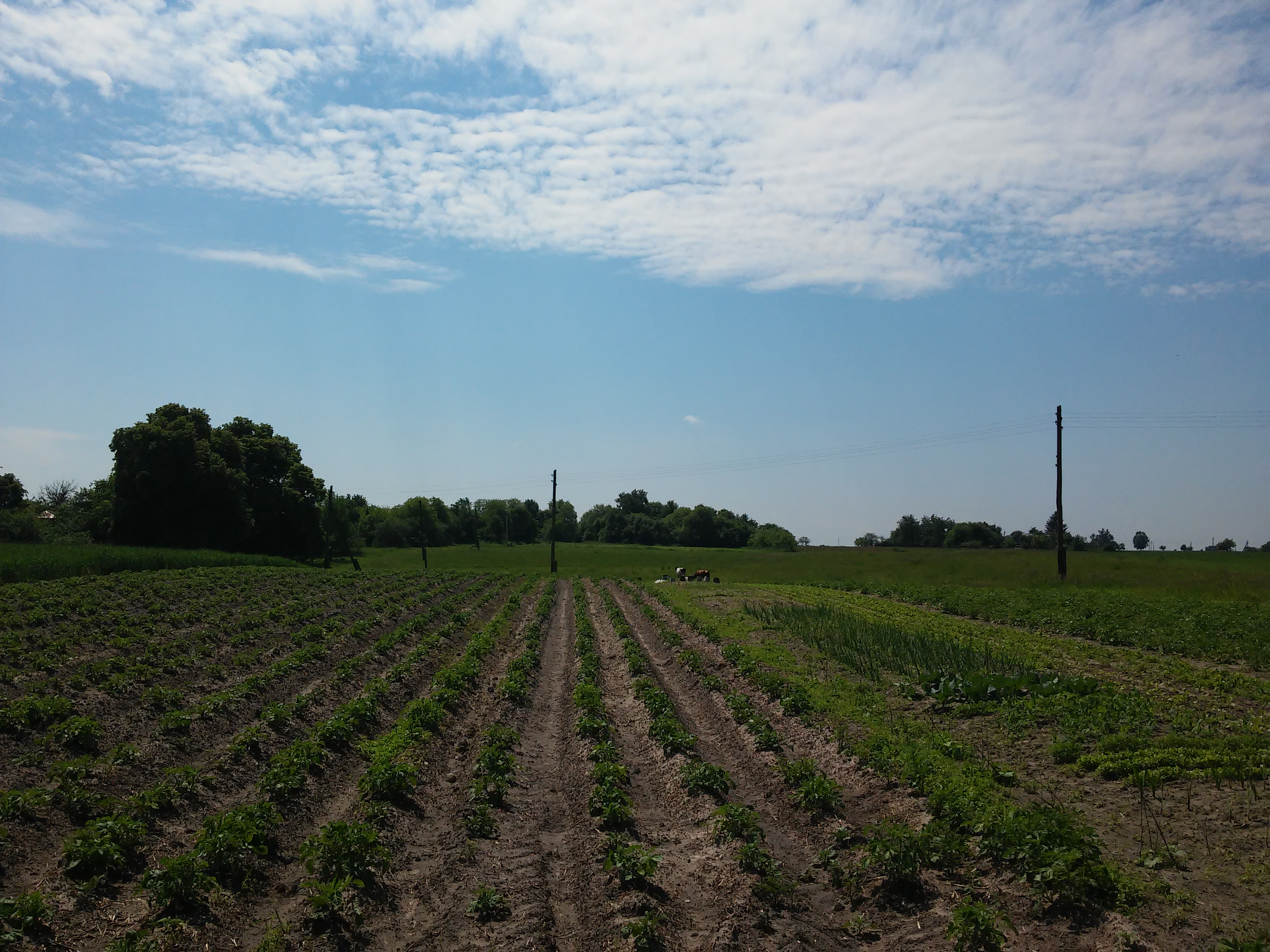
Campo de patatas en Ucrania.

- Fue el quinto mayor productor mundial de maíz (35,8 millones de toneladas), perdiendo ante Estados Unidos, China, Brasil y Argentina;
- Fue el octavo productor mundial de trigo (24,6 millones de toneladas);
- Fue el tercer productor mundial de patata (22,5 millones de toneladas), solo superado por China e India;
- Fue el mayor productor mundial de girasol (14,1 millones de toneladas);
- Fue el séptimo productor mundial de remolacha azucarera (13,9 millones de toneladas), que se utiliza para producir azúcar y etanol;
- Fue el séptimo productor mundial de cebada (7,3 millones de toneladas);
- Fue el noveno productor mundial de soja (4,4 millones de toneladas);
- Fue el séptimo productor mundial de colza (2,7 millones de toneladas);
- Fue el decimotercer productor mundial de tomates (2,3 millones de toneladas);
- Fue el quinto productor mundial de repollo (1,6 millones de toneladas), perdiendo ante China, India, Corea del Sur y Rusia;
- Fue el undécimo productor mundial de manzana (1,4 millones de toneladas);
- Fue el tercer productor mundial de calabaza (1,3 millones de toneladas), solo superado por China y la India;
- Fue el sexto productor mundial de pepino (985 mil toneladas);
- Fue el quinto mayor productor mundial de zanahoria (841 mil toneladas), perdiendo ante China, Uzbekistán, Estados Unidos y Rusia;
- Fue el cuarto productor mundial de guisante secos (775 mil toneladas), solo superado por Canadá, Rusia y China;
- Fue el séptimo productor mundial de centeno (393 mil toneladas);
- Fue el tercer productor mundial de trigo sarraceno (137 mil toneladas), solo superado por China y Rusia;
- Fue el sexto productor mundial de nuez (127 mil toneladas);
- Produjo 883 mil toneladas de cebolla;
- Produjo 467 mil toneladas de uva;
- Produjo 418 mil toneladas de avena;
- Produjo 396 mil toneladas de sandía;
- Produjo 300 mil toneladas de cereza;
- Produjo 198 mil toneladas de ciruela;
- Produjo 193 mil toneladas de sorgo;
- Produjo 187 mil toneladas de ajo;
- Produjo 176 mil toneladas de pimienta;
- Produjo 111 mil toneladas de albaricoque;
- Produjo 102 mil toneladas de melón;
- Produjo 84 mil toneladas de cereza;
- Produjo 62 mil toneladas de fresa;
- Produjo 35 mil toneladas de frambuesa;
- Produjo 33 mil toneladas de semilla de mostaza;
- Produjo 29 mil toneladas de grosella;
- Produjo 26 mil toneladas de melocotón;

Además de producciones más pequeñas de otros productos agrícolas.

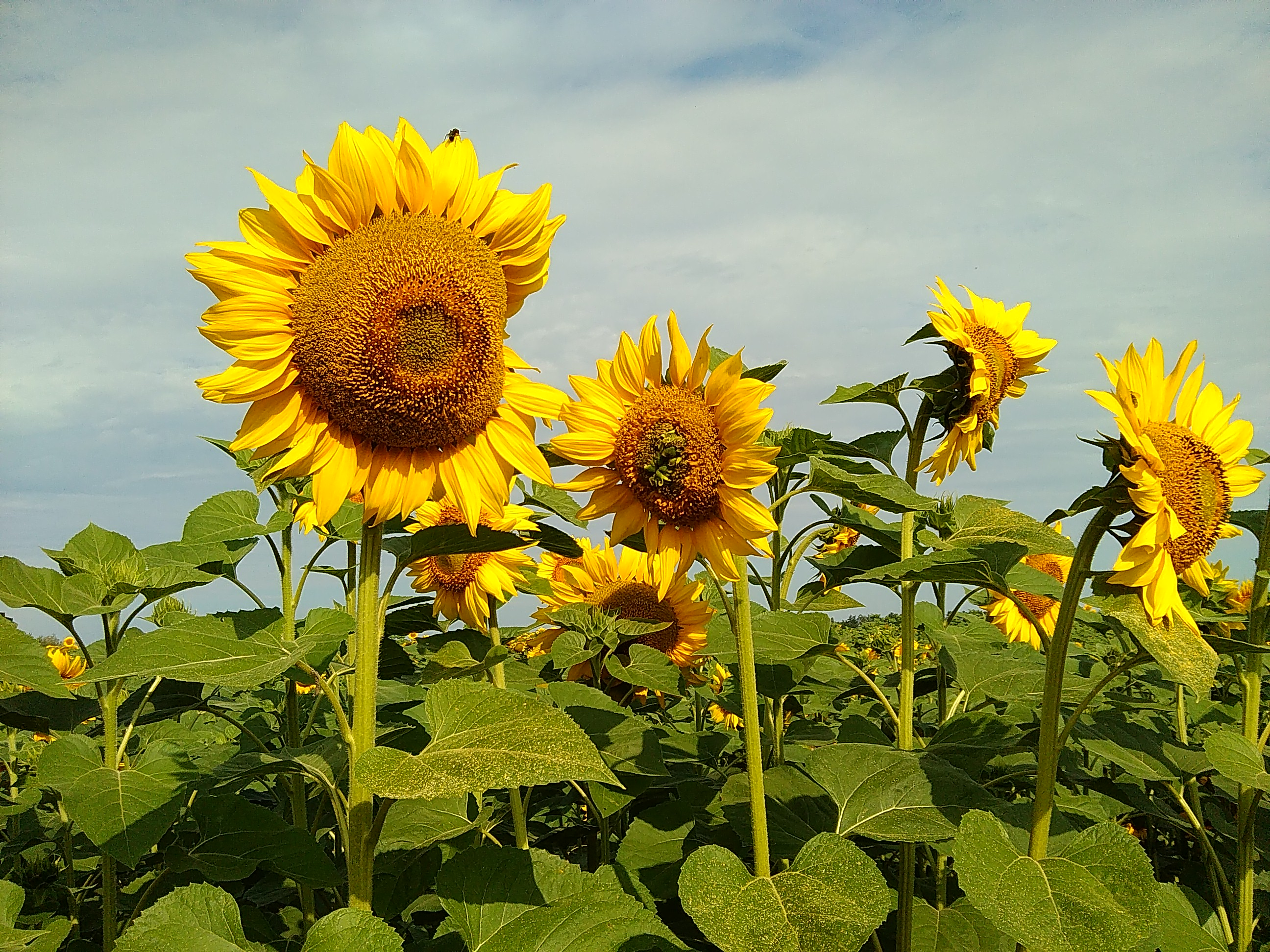
Girasol en Ucrania.
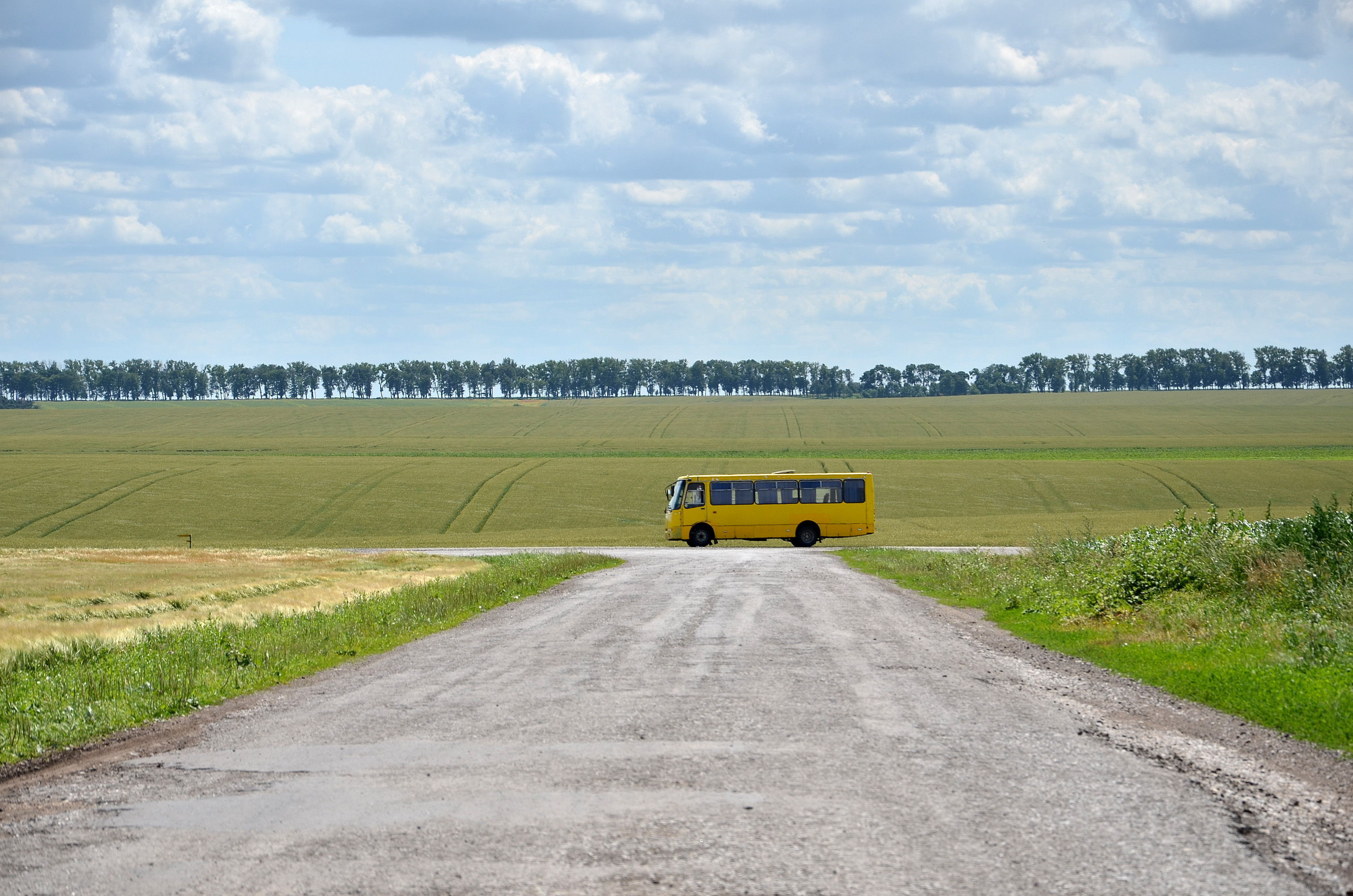
Cebada en Ucrania.
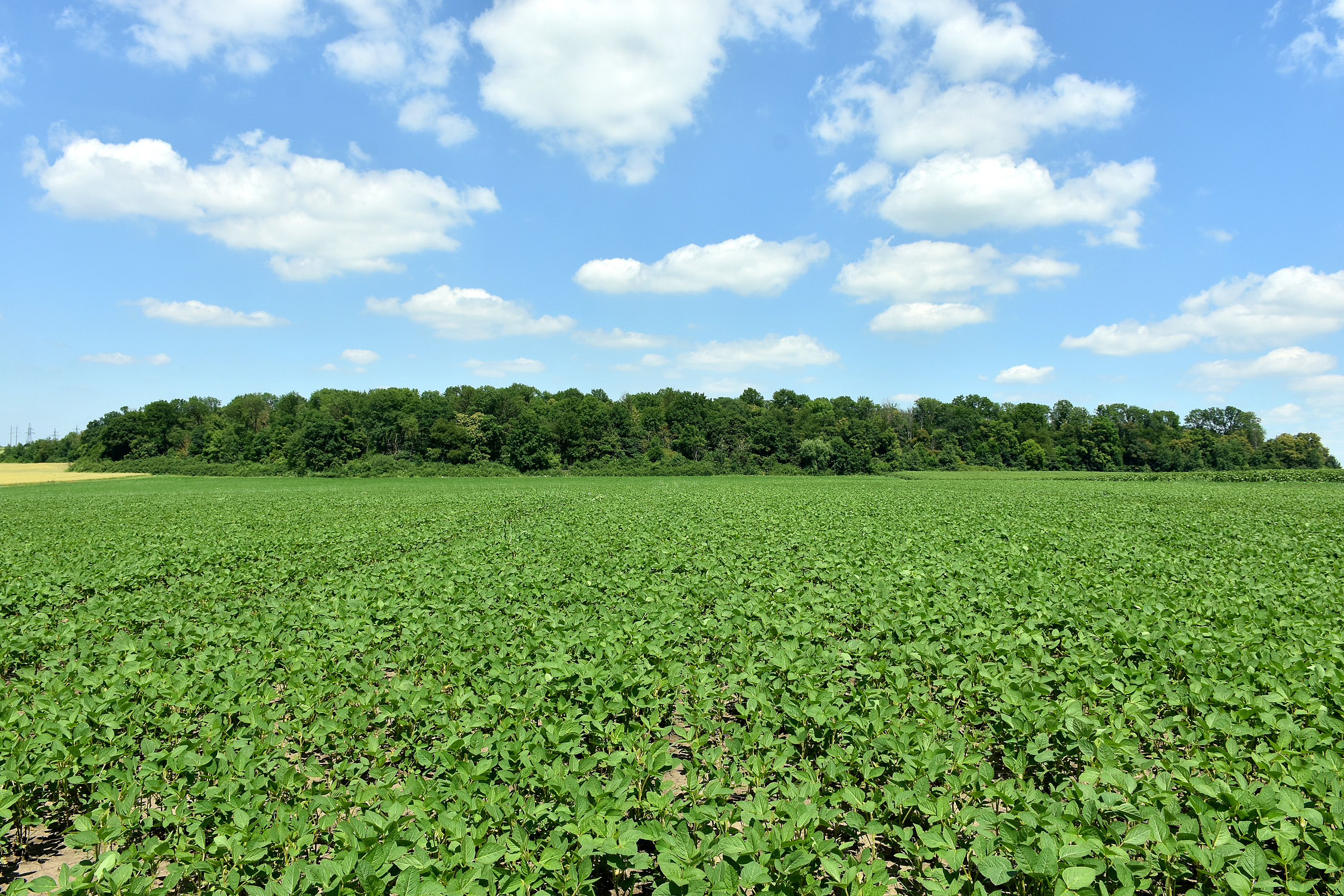
Soja en Ucrania.
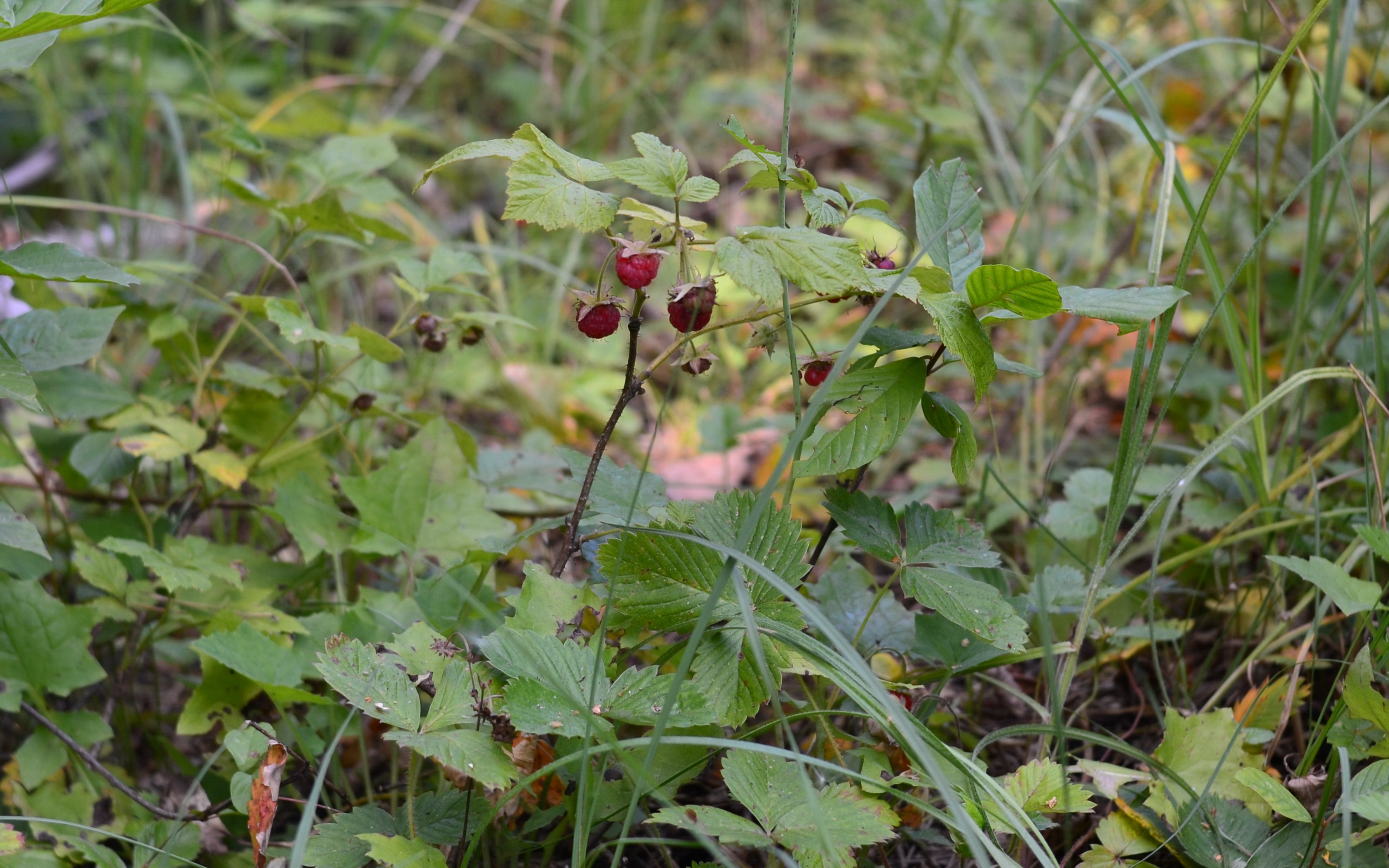
Frambuesa en Ucrania.
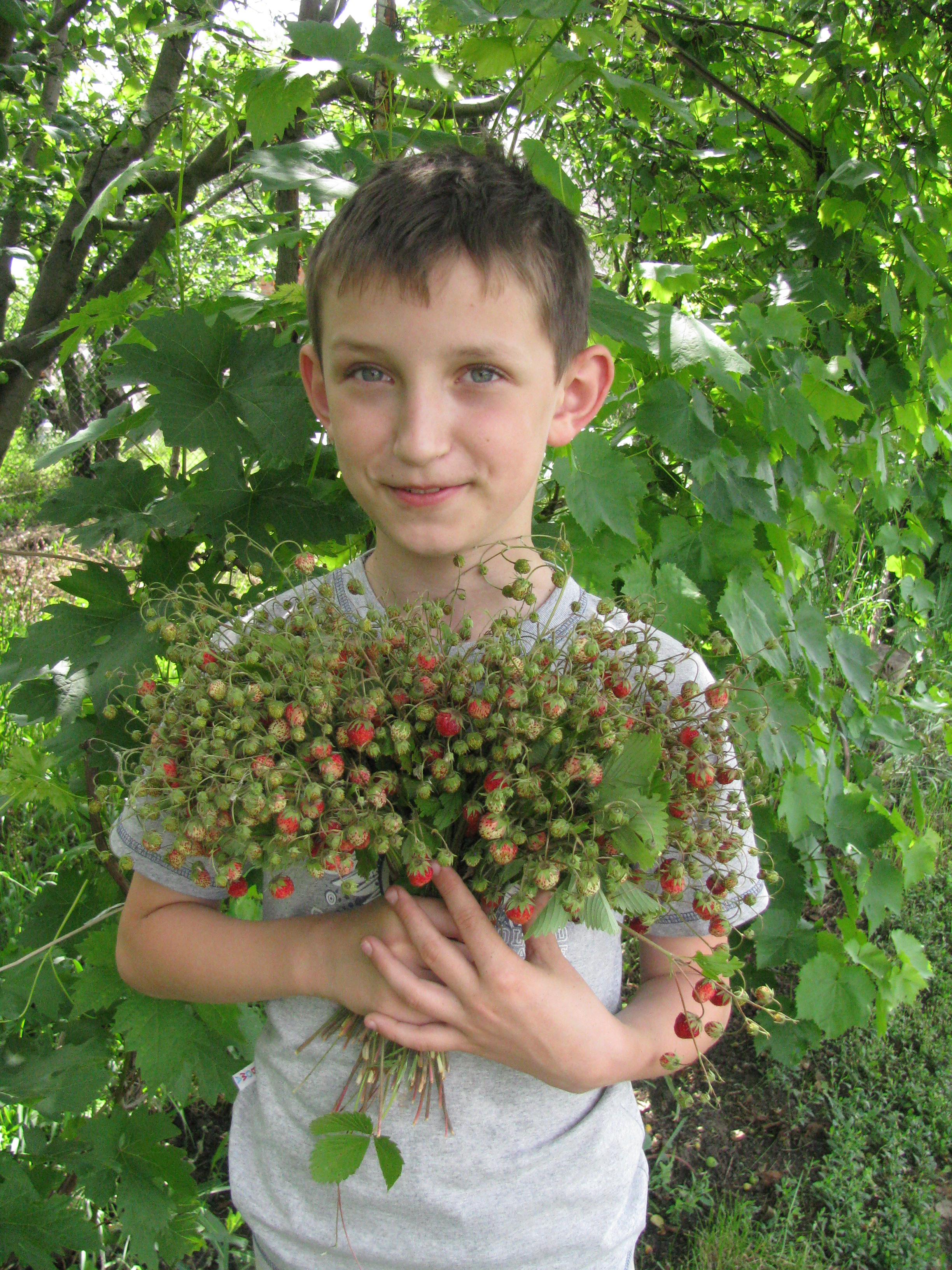
Fresa en Ucrania.
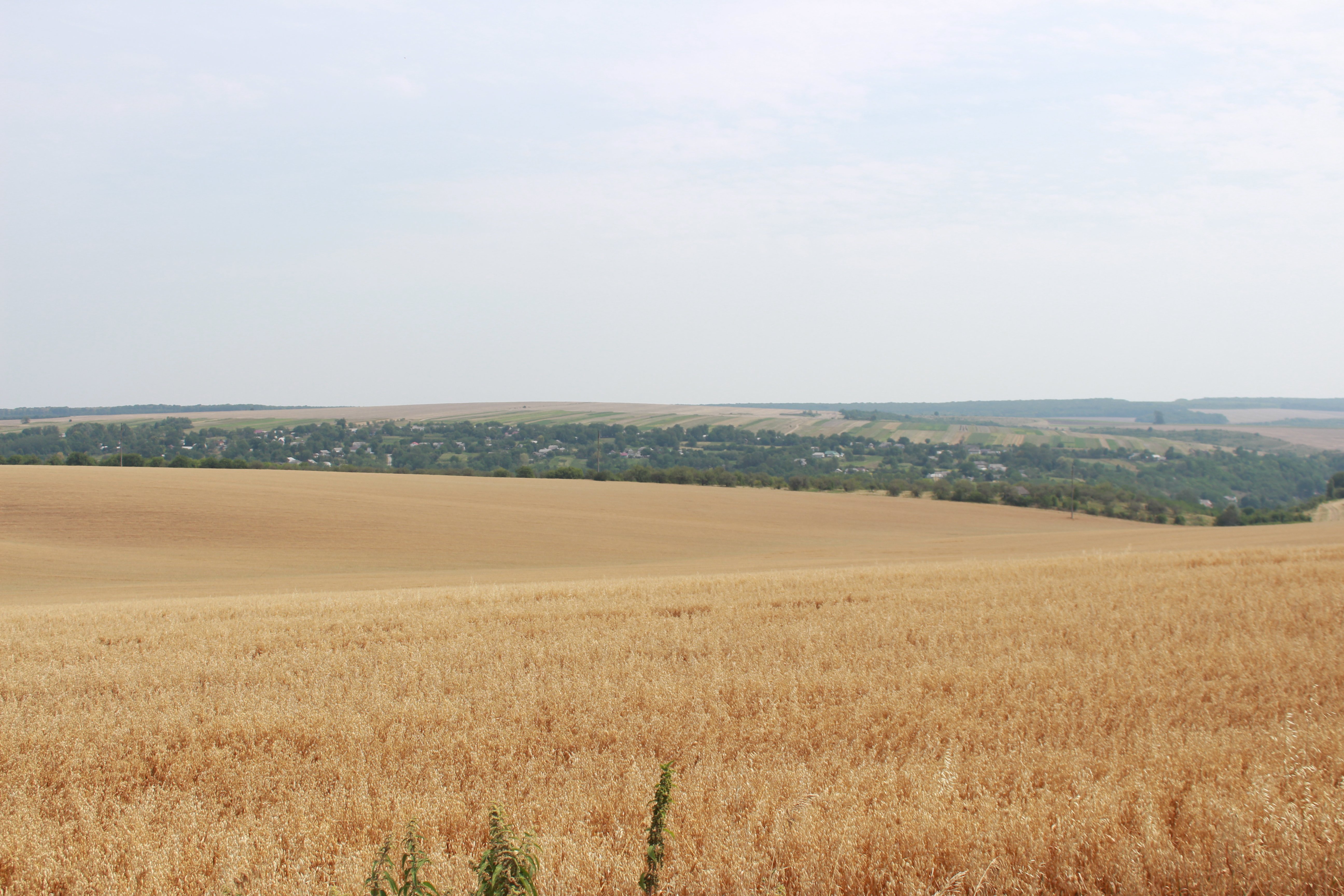
Avena en Ucrânia.
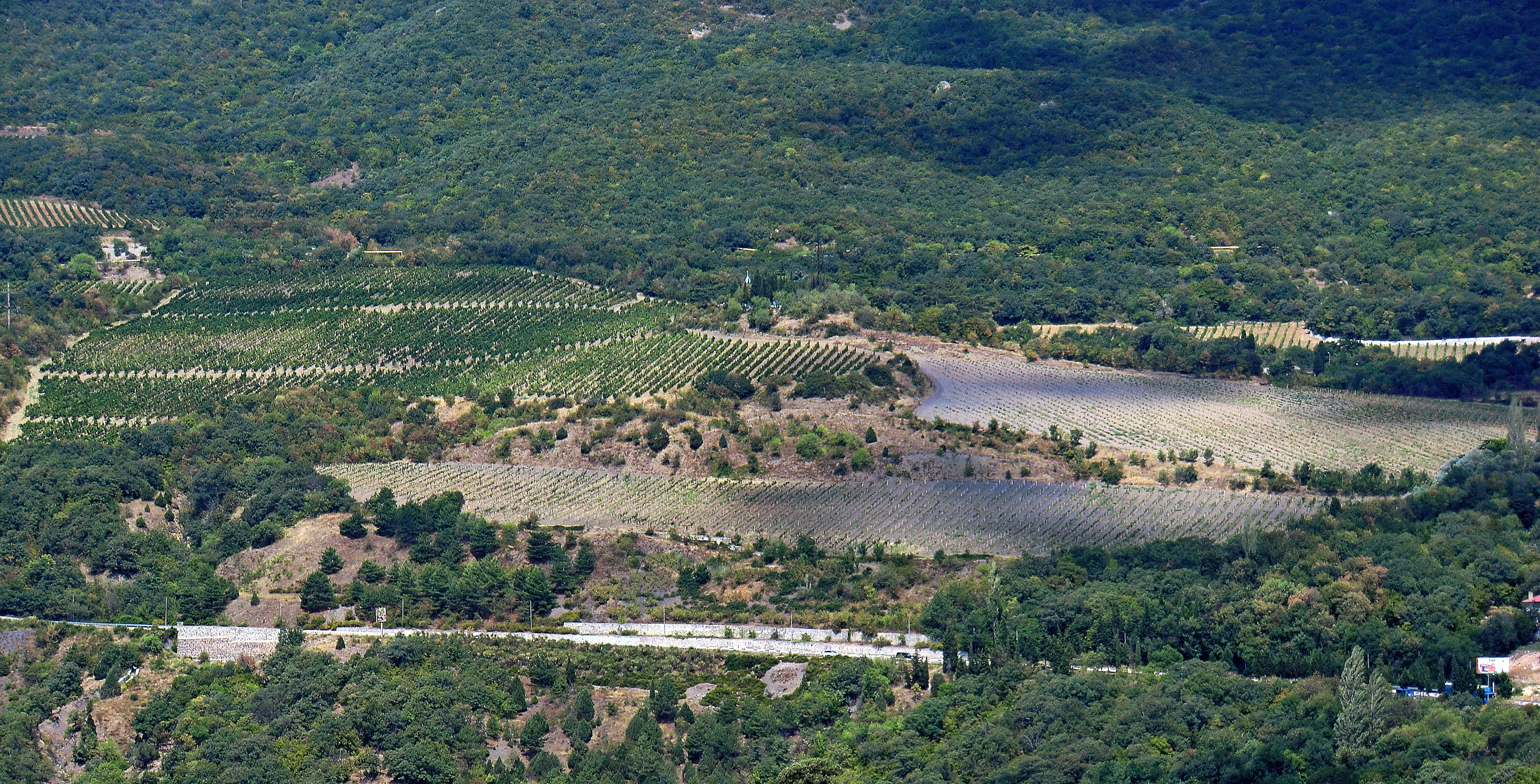
Bodega en Crimea.
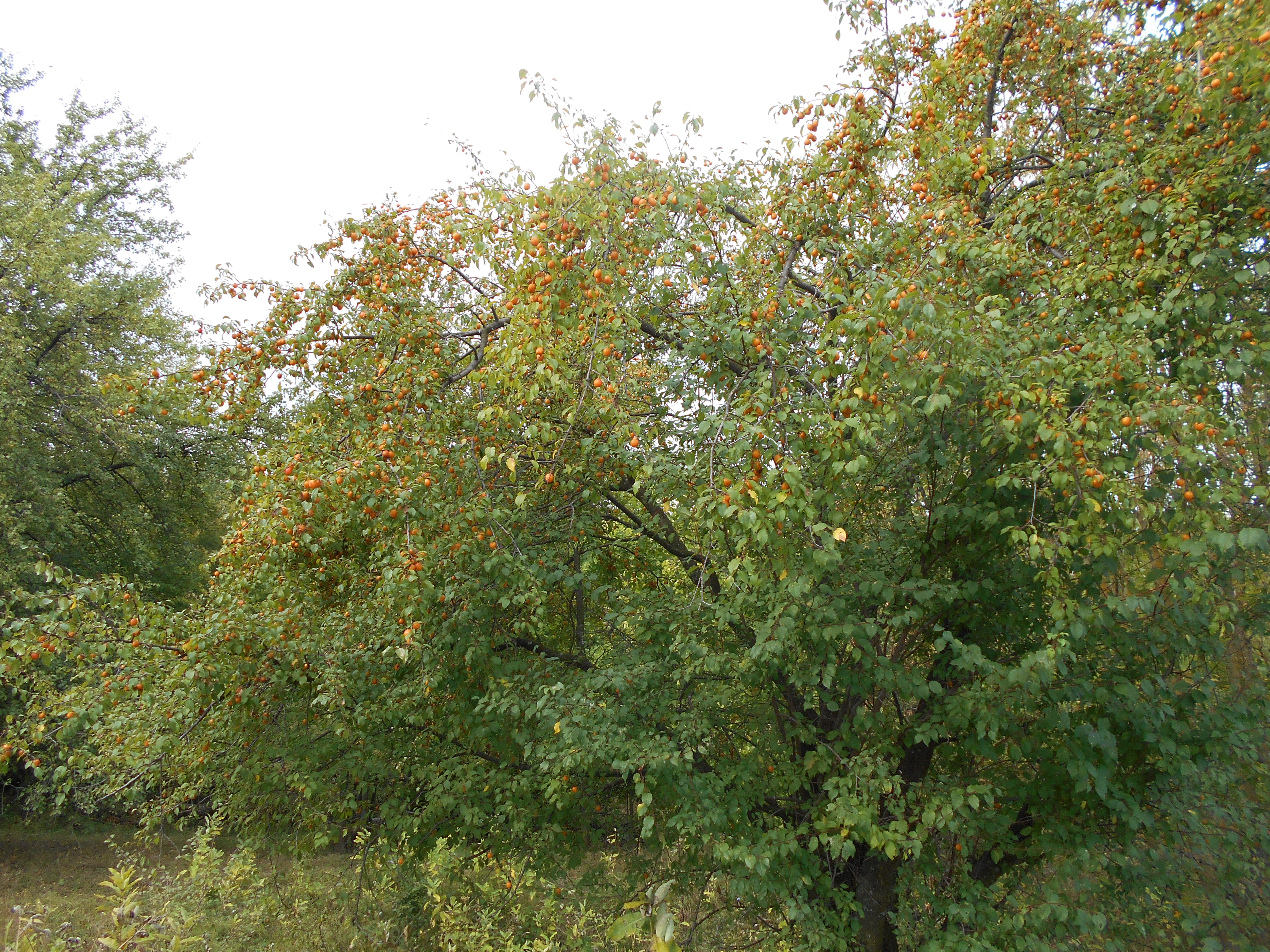
Albaricoque en el Óblast de Cherkasy.

### Ganadería
En ganadería, Ucrania fue, en 2018, el 18.º productor mundial de leche de vaca, con una producción de 10 mil millones de litros; uno de los 25 mayores productores mundiales de carne de pollo, con una producción de 1,2 millones de toneladas; también produjo 702 mil toneladas de cerdo, 358 mil toneladas de carne vacuna, entre otros.

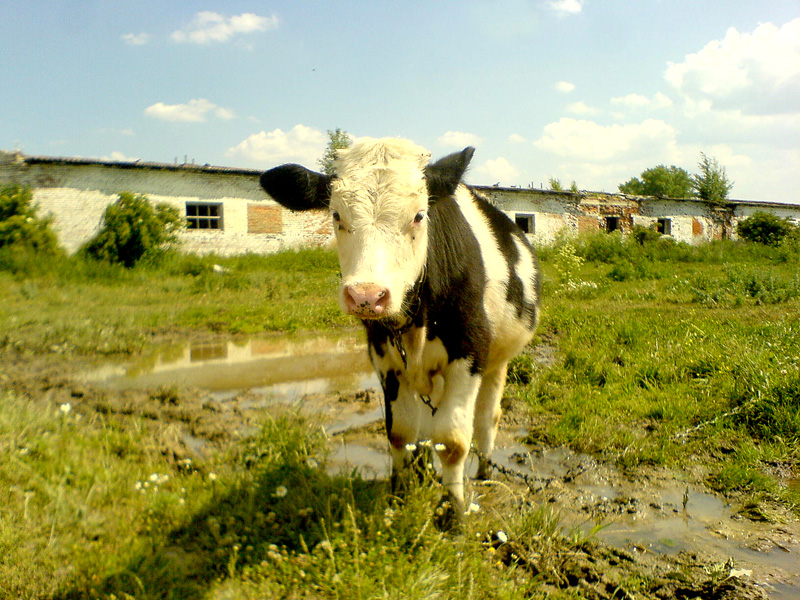
Cría de ganado en Ucrania
Fábrica de leche en Ucrânia.
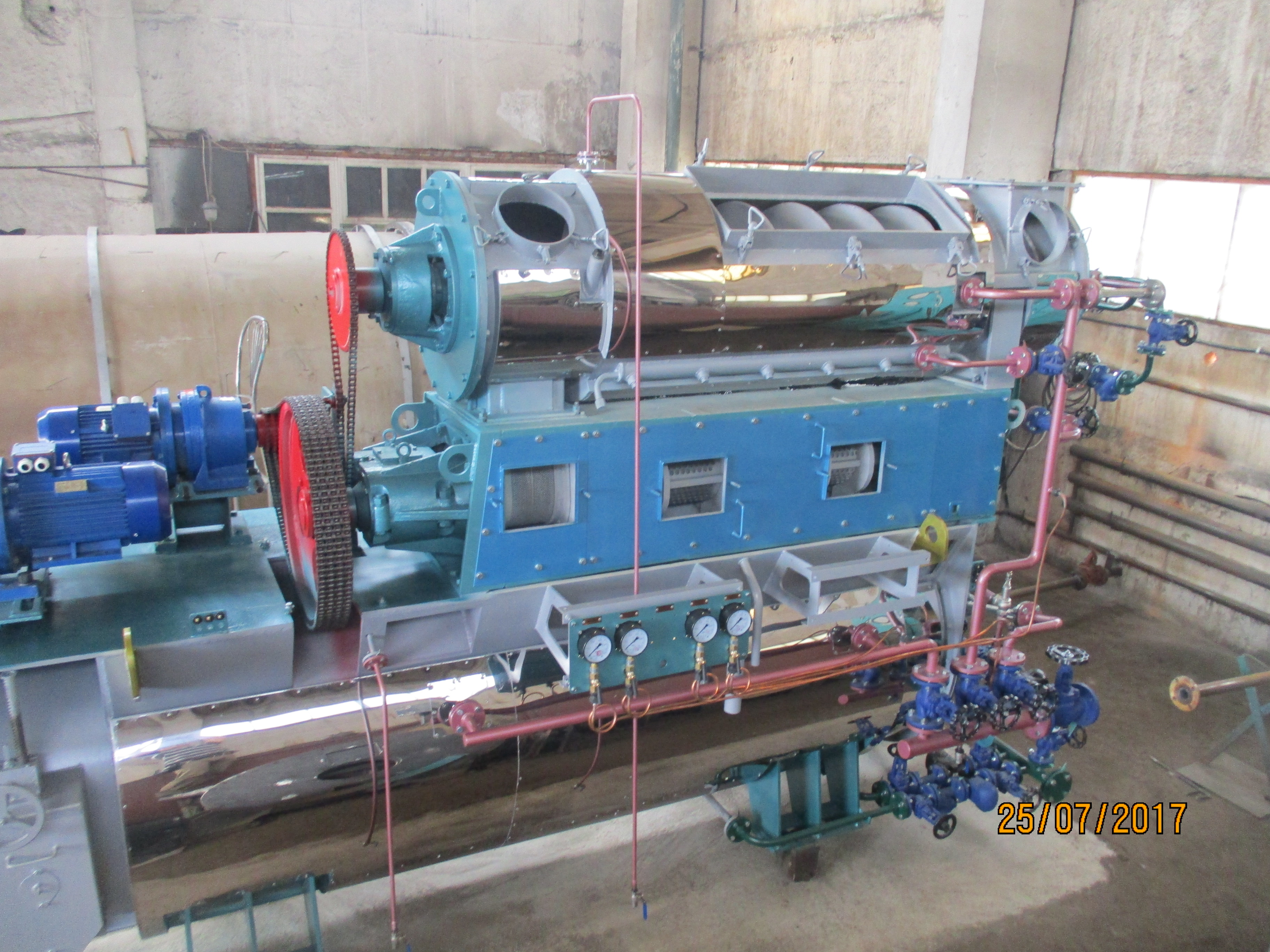
Fábrica de harina de pescado en Ucrania.
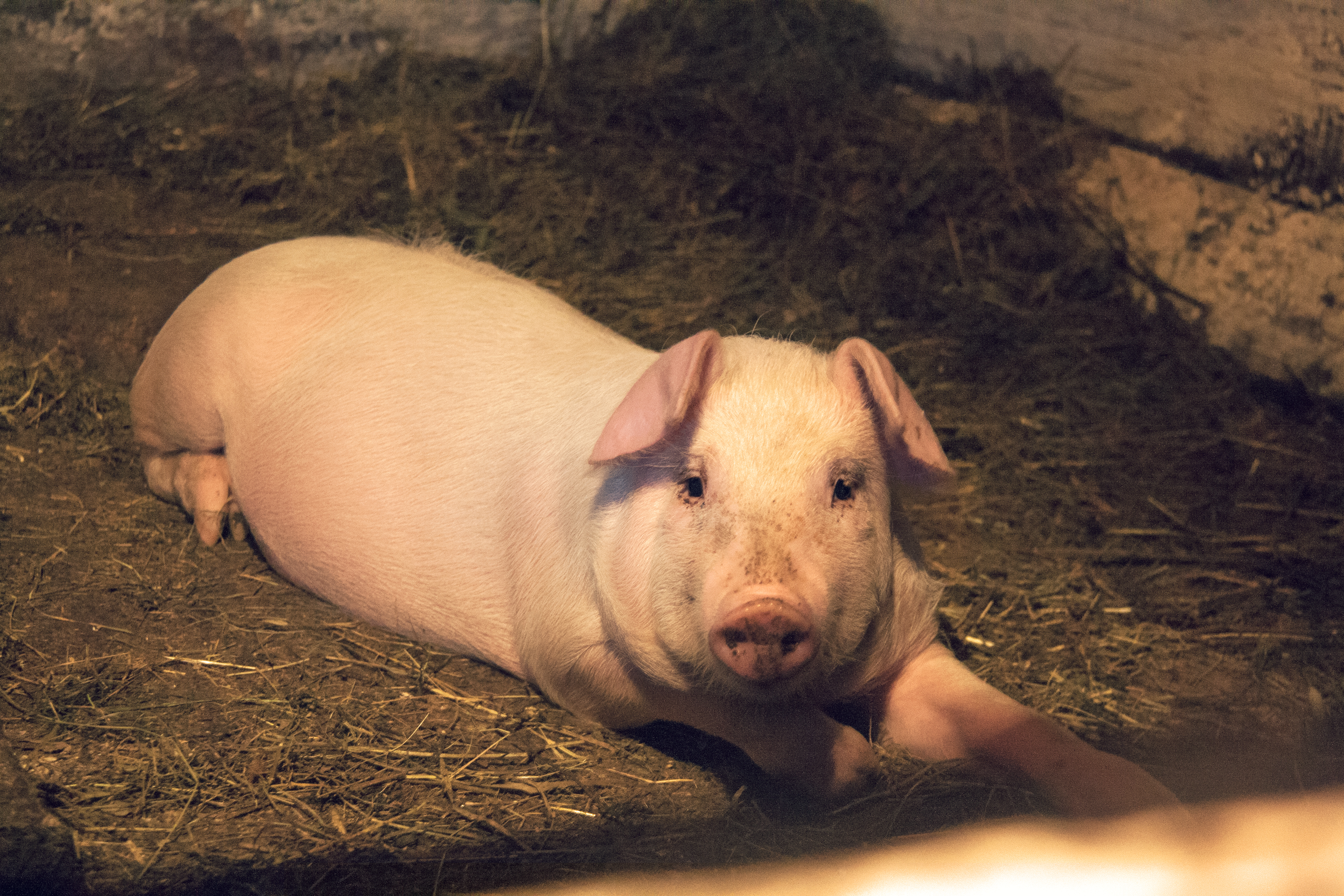
Cría de cerdos en Ucrania.

## Sector secundario

### Industria
El Banco Mundial enumera los principales países productores cada año, según el valor total de la producción. Según la lista de 2019, Ucrania tenía la 59a industria más valiosa del mundo ($ 16.6 mil millones).
En 2019, Ucrania fue el 46 ° productor mundial de  vehículos en el mundo (7.200) y el 13 ° productor mundial de acero (20,8 millones de toneladas). El país también es el mayor productor mundial de aceite de girasol . En 2018, fue el decimonoveno productor mundial de vino.

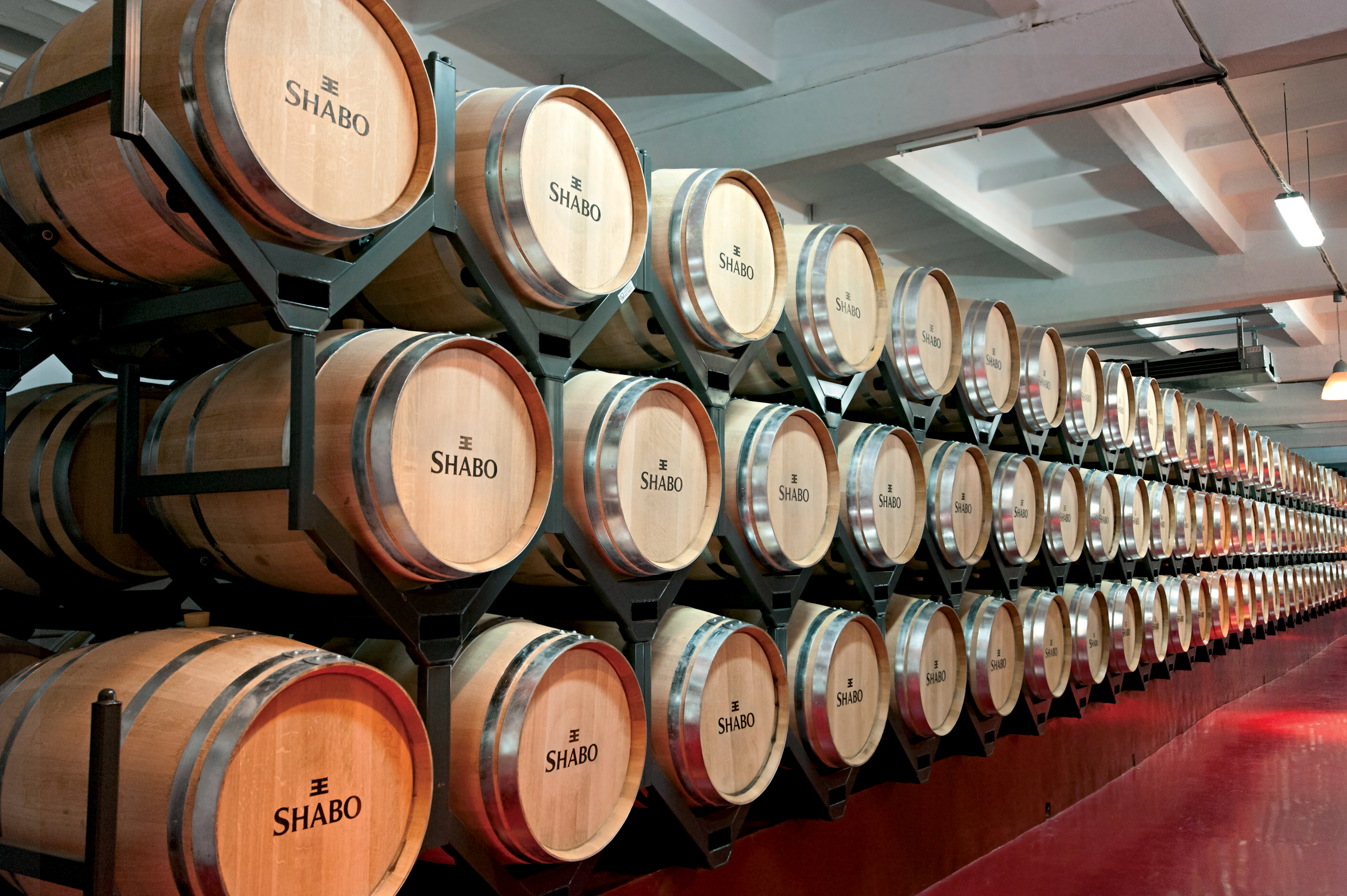
Barriles de vino en Ucrania
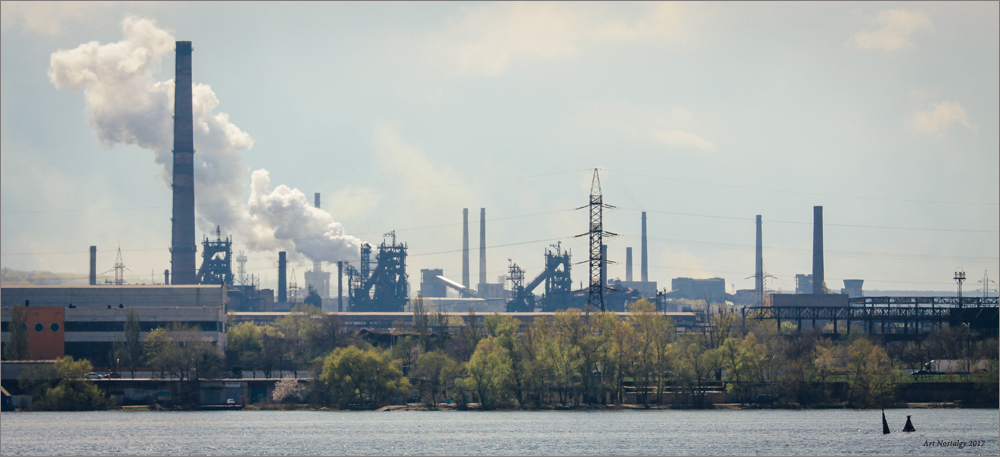
Siderúrgica en Ucrânia.
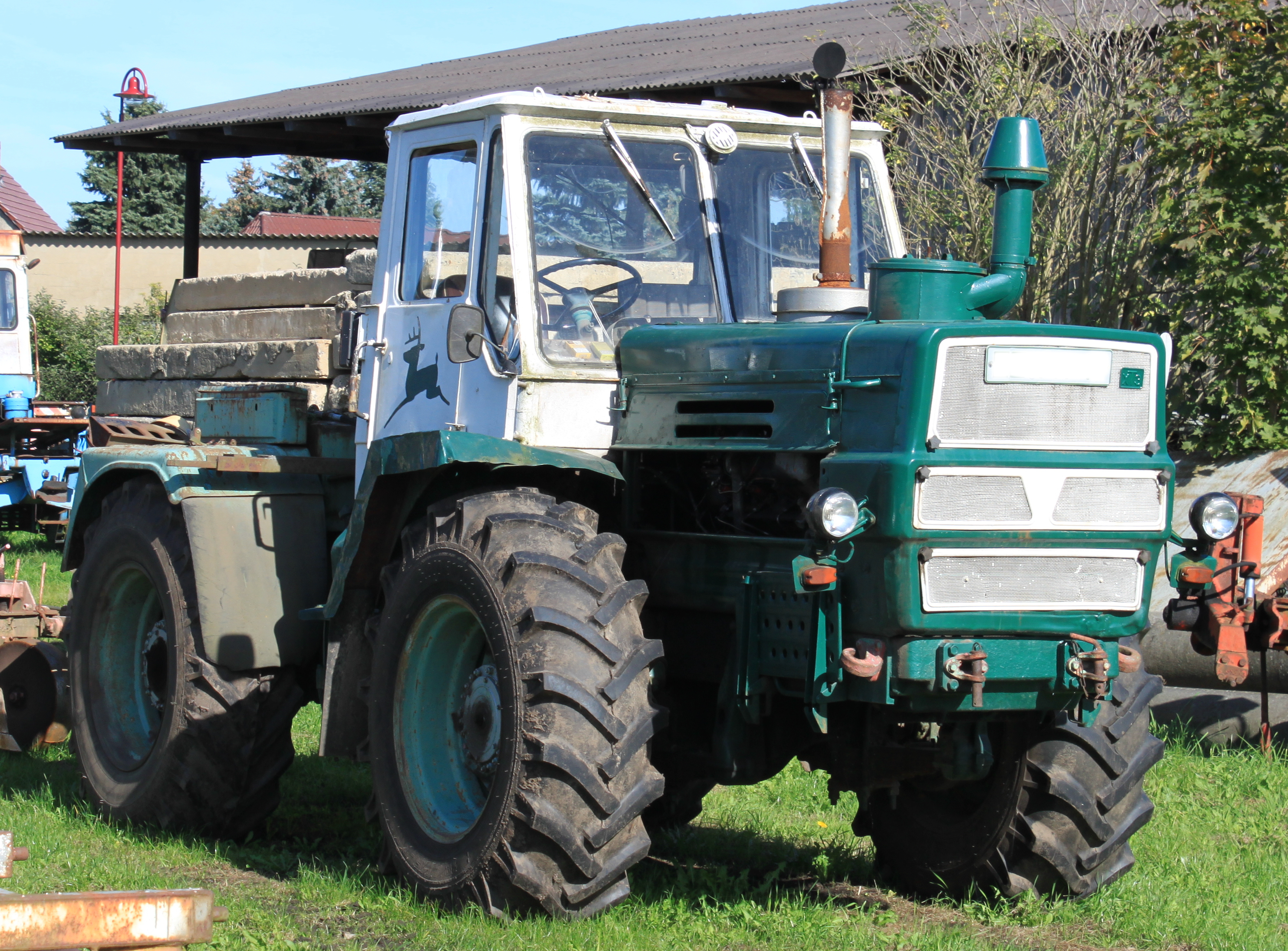
Tractor ucraniano T-150K construido por Kharkiv Tractor Plant.
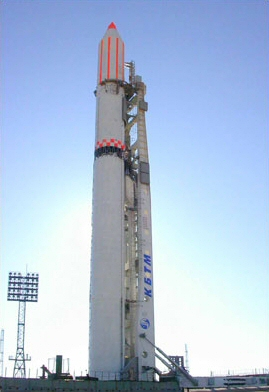
Zenit-2, producido por Yuzhmash, un fabricante de cohetes ucraniano.

### Energía

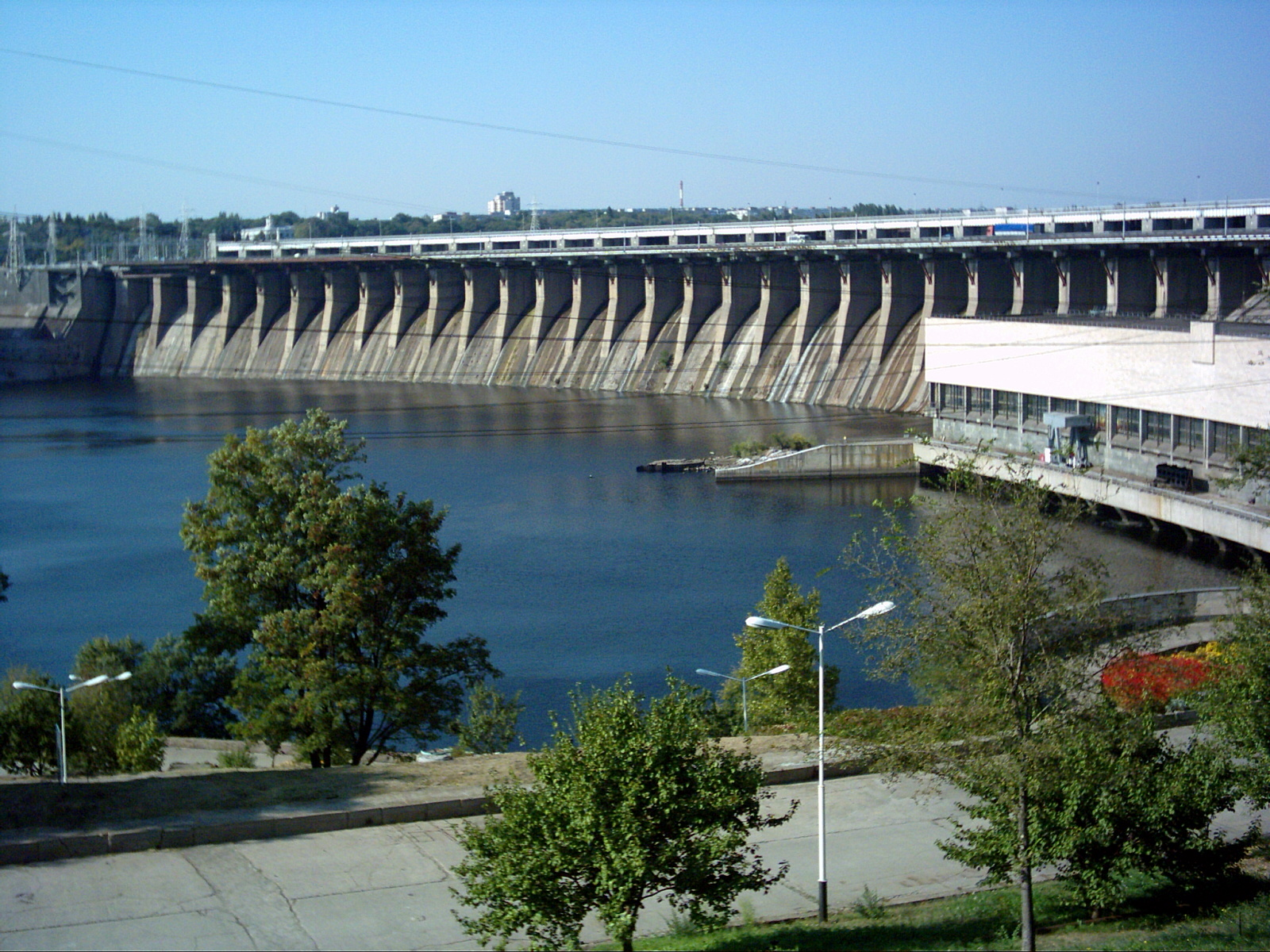
Hidroeléctrico Dnieper en el Óblast de Zaporiyia.

En energías no renovables, en 2020, el país fue el 61.er productor mundial de petróleo, extrayendo 33.500 barriles / día. En 2019, el país consumió 222.000 barriles / día (el 52o consumidor más grande del mundo). El país fue el 58o mayor importador de petróleo del mundo en 2012 (33 mil barriles / día). En 2015, Ucrania fue el 33º productor mundial de gas natural, 19 mil millones de m³ al año. En 2017, el país fue el 33 ° mayor consumidor de gas (29,8 mil millones de m³ por año) y fue el duodécimo mayor importador de gas del mundo en 2009: 26,7 mil millones de m³ por año. En la producción de carbón, el país fue el 21 más grande del mundo en 2018: 34,2 millones de toneladas.
En energías renovables, en 2020, Ucrania fue el 34º productor de energía eólica del mundo, con 1,4 GW de potencia instalada, y el 20.º productor de energía solar del mundo, con 5, 3 GW de potencia instalada.

### Minería

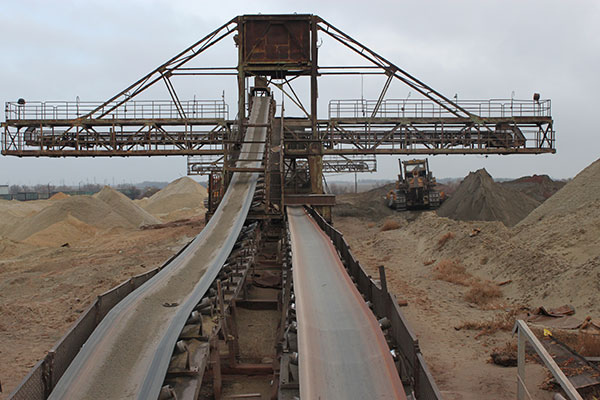
Minería de hierro en Ucrania.

En 2019, el país fue el séptimo productor mundial de mineral de hierro, octavo productor mundial de manganeso, sexto mayor productor de titanio, La economía de Ucrania se contrajo un 6,8% en 2014,1617. Las medidas adoptadas por Porosheko hundieron al estado en una crisis, las reservas de divisas cayeron bruscamente, el PIB se redujo en un 17% y la inflación llegó al 60%,18 se acusó a los líderes empresariales cercanos a Poroshenko por recibir préstamos sin intereses, subsidios (para "producción de rescate") y subsidios para el cumplimiento de órdenes gubernamentales, que sirvieron como fuente de enriquecimiento personal.
El volumen de negocios del comercio minorista en Ucrania en 2014 se contrajo en un 8,6% (desde 2013) y se redujo otro 20,7% en 2015 Ucrania experimentó un descenso del 30,9% en las exportaciones en 2015, tuvo un déficit comercial de 11,046 mil millones durante el mismo período en 2014. El 31 de diciembre de 2015, la deuda pública de Ucrania era del 79% de su PBI, paralelamente la moneda experimento una devaluación del 200%.

## Sector terciario

### Turismo
En 2018, Ucrania fue el trigésimo país más visitado del mundo, con 14,2 millones de turistas internacionales. Los ingresos por turismo este año fueron de $ 1.4 mil millones.

## Evolución histórica del PIB per cápita

### Década de 1980 y Década de 1990
El PIB per cápita de Ucrania a mediados de los Años 80 fue de 1.249 Dólares. A finales de la década (1989), Ucrania llegó a los 1.598 Dólares, habiendo elevado en un 27,9% su PIB per cápita con respecto a 1987.
El PIB per cápita de Ucrania a principios de los Años 90 fue de 1.570 Dólares. A finales de la década (1999), Ucrania llegó a los 665 Dólares, habiendo decrecido en un -136% su PIB per cápita con respecto a 1990.
| Año  | PIB per cápita en Dólar US$ | Año  | PIB per cápita en Dólar US$ |
| 1980 | Sin cambios                 | 1990 | 1.570 Dólares               |
| 1981 | Sin cambios                 | 1991 | 1.490 Dólares               |
| 1982 | Sin cambios                 | 1992 | 428 Dólares                 |
| 1983 | Sin cambios                 | 1993 | 677 Dólares                 |
| 1984 | Sin cambios                 | 1994 | 741 Dólares                 |
| 1985 | Sin cambios                 | 1995 | 752 Dólares                 |
| 1986 | Sin cambios                 | 1996 | 914 Dólares                 |
| 1987 | 1.249 Dólares               | 1997 | 1.038 Dólares               |
| 1988 | 1.450 Dólares               | 1998 | 874 Dólares                 |
| 1989 | 1.598 Dólares               | 1999 | 665 Dólares                 |

### Década de 2000 y Década de 2010
El PIB per cápita de Ucrania a principios de los Años 2000 fue de 664 Dólares. A finales de la década (2009), Ucrania llegó a los 2.655 Dólares, habiendo elevado en un 299% su PIB per cápita con respecto al año 2000.
El PIB per cápita de Ucrania a principios de los Años 10 fue de 2.983 Dólares. Hasta mediados de la década (2015), Ucrania llegó a los 2.005 Dólares, habiendo elevado en un -48,7% su PIB per cápita con respecto al año 2010.
| Año  | PIB per cápita en Dólar US$ | PIB per cápita en Euro €$ | Año  | PIB per cápita en Dólar US$ | PIB per cápita en Euro €$ |
| 2000 | 664 Dólares                 | 695 Euros                 | 2010 | 2.983 Dólares               | 2.255 Euros               |
| 2001 | 815 Dólares                 | 880 Euros                 | 2011 | 3.590 Dólares               | 2.580 Euros               |
| 2002 | 919 Dólares                 | 939 Euros                 | 2012 | 3.873 Dólares               | 3.014 Euros               |
| 2003 | 1.096 Dólares               | 934 Euros                 | 2013 | 3.968 Dólares               | 3.050 Euros               |
| 2004 | 1.427 Dólares               | 1.108 Euros               | 2014 | 3.095 Dólares               | 2.192 Euros               |
| 2005 | 1.910 Dólares               | 1.479 Euros               | 2015 | 2.125 Dólares               | 1.807 Euros               |
| 2006 | 2.408 Dólares               | 1.847 Euros               | 2016 | 2.051 Dólares               | 1.935 Euros               |
| 2007 | 3.220 Dólares               | 2.254 Euros               | 2017 |                             |                           |
| 2008 | 4.095 Dólares               | 2.661 Euros               | 2018 |                             |                           |
| 2009 | 2.655 Dólares               | 1.838 Euros               | 2019 |                             |                           |

## Evolución del producto interno bruto

### Década de 1990
A comienzos de la Años 90, Ucrania poseía un producto interno bruto (nominal) de USD 22.193 millones. Para el año 1999, el PIB del país llegó a los USD 32.661 millones. La economía ucraniana tuvo un crecimiento del 47,1% durante esta década con respecto al PIB del año 1992. 
| Gráfica del crecimiento del producto interno bruto de Ucrania 1992-1999 |
| ----------------------------------------------------------------------- |
|                                                                         |
| Fuente: Fondo Monetario Internacional y Banco Mundial                   |
| Gráfica elaborada por: Wikipedia                                        |

### Década de 2000
A comienzos de la Años 2000, Ucrania poseía un producto interno bruto (nominal) de USD 32.331 millones. Para el año 2009, el PIB del país llegó a los USD 121.552 millones. La economía ucraniana tuvo un crecimiento del 275,9% durante esta década con respecto al PIB del año 2000. 
| Gráfica del crecimiento del producto interno bruto de Ucrania 2000-2009 |
| ----------------------------------------------------------------------- |
|                                                                         |
| Fuente: Fondo Monetario Internacional y Banco Mundial                   |
| Gráfica elaborada por: Wikipedia                                        |

### Década de 2010
A comienzos de la Años 10, Ucrania poseía un producto interno bruto (nominal) de USD 136.011 millones. Para el año 2016, el PIB del país llegó a los USD 87.198 millones. Hasta la actualidad (2015) la economía ucraniana tuvo un decrecimiento del 55,9% durante esta década con respecto al PIB del año 2010. 
| Gráfica del crecimiento del producto interno bruto de Ucrania 2010-2016 |
| ----------------------------------------------------------------------- |
|                                                                         |
| Fuente: Fondo Monetario Internacional y Banco Mundial                   |
| Gráfica elaborada por: Wikipedia                                        |

## Comercio exterior

### Importaciones
Se presentan a continuación las mercancías de mayor peso en las importaciones de Ucrania para el período 2010-2014. Las cifras están expresadas en dólares estadounidenses valor FOB.

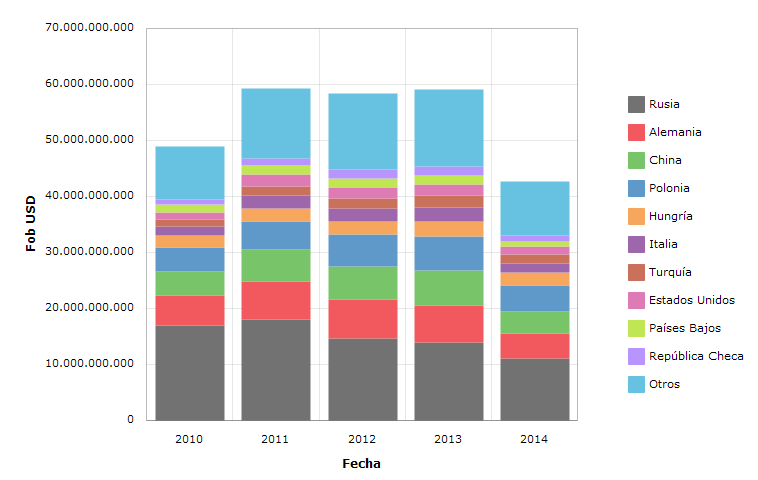
Importaciones de Ucrania del periodo 2010-2014 expresadas en USD valor FOB. [http://trade.nosis.com/es/Comex/Importacion-Exportacion/Ucrania/Todas-las-posiciones-arancelarias/UA/00 Fuente

| Fecha Mercadería por capítulo arancelario | 2010           | 2011           | 2012           | 2013           | 2014           |
| --- | -------------- | -------------- | -------------- | -------------- | -------------- |
| 27 - combustibles minerales, aceites minerales y productos de su destilación; materias bituminosas; ceras minerales                                                           | 9.269.734.820  | 11.109.983.445 | 7.815.366.979  | 8.436.395.932  | 7.656.467.726  |
| 84 - calderas, máquinas, aparatos y artefactos mecánicos; partes de estas máquinas o aparatos                                                                                 | 5.598.226.870  | 7.322.940.975  | 7.515.950.276  | 7.346.876.268  | 5.092.051.959  |
| 85 - máquinas, aparatos y material eléctrico, y sus partes | 4.089.831.932  | 4.920.955.657  | 4.836.924.982  | 4.942.372.502  | 3.335.353.558  |
| 87 - vehículos automóviles, tractores, velocípedos y demás vehículos terrestres, sus partes y accesorios                                                                      | 3.118.434.776  | 4.918.551.204  | 5.412.788.476  | 5.173.372.435  | 2.147.789.214  |
| 39 - plásticos y sus manufacturas | 2.286.868.557  | 2.562.193.675  | 2.540.049.316  | 2.652.936.379  | 2.202.781.492  |
| 30 - productos farmacéuticos | 1.642.239.026  | 1.952.564.784  | 2.402.599.983  | 2.506.031.337  | 1.957.313.630  |
| 72 - hierro y acero de fundición | 1.472.877.165  | 2.023.013.812  | 1.771.362.188  | 1.512.682.045  | 970.752.178    |
| 28 - productos químicos inorgánicos; compuestos inorgánicos u orgánicos de los metales preciosos, de los elementos radiactivos, de metales de las tierras raras o de isótopos | 1.216.347.774  | 1.361.487.835  | 1.160.456.847  | 1.283.128.811  | 1.162.088.296  |
| 48 - papel y cartón; manufacturas de pasta de celulosa, de papel o cartón | 1.289.557.667  | 1.343.267.021  | 1.126.995.005  | 1.151.826.214  | 929.858.489    |
| 38 - productos diversos de las industrias químicas | 796.277.500    | 1.005.303.011  | 1.223.184.103  | 1.294.748.502  | 1.092.227.443  |
| Demás capítulos | 18.079.278.148 | 20.677.126.721 | 22.556.102.822 | 22.806.325.382 | 16.085.180.252 |
| Total | 48.859.674.235 | 59.197.388.140 | 58.361.780.978 | 59.106.695.808 | 42.631.864.238 |

### Exportaciones
Se presentan a continuación los principales socios comerciales de Ucrania para el periodo 2010-2014. La mayoría de sus importadores están en Europa salvo Rusia, Turquía, Egipto y China. Las cifras expresadas son en dólares estadounidenses valor FOB.

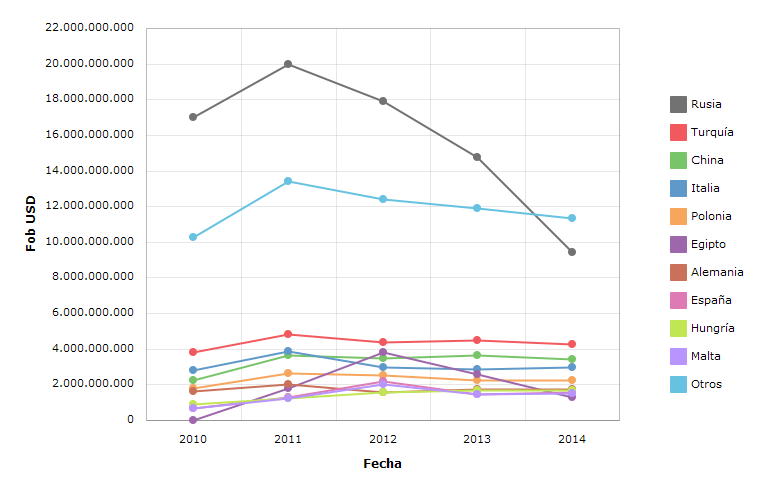
Exportaciones de Ucrania del periodo 2010-2014 expresadas en USD valor FOB. [http://trade.nosis.com/es/Comex/Importacion-Exportacion/Letonia/Todas-las-posiciones-arancelarias/LV/00 Fuente

| Fecha País importador | 2010           | 2011           | 2012           | 2013           | 2014           |
| --------------------- | -------------- | -------------- | -------------- | -------------- | -------------- |
| Rusia                 | 17.019.116.077 | 19.957.495.588 | 17.877.452.271 | 14.736.950.507 | 9.417.494.204  |
| Turquía               | 3.832.744.022  | 4.812.004.169  | 4.394.202.555  | 4.514.266.320  | 4.242.368.281  |
| China                 | 2.239.977.035  | 3.634.817.249  | 3.475.134.509  | 3.637.297.268  | 3.397.193.230  |
| Italia                | 2.797.141.998  | 3.848.814.507  | 2.962.395.550  | 2.861.709.038  | 2.951.855.991  |
| Polonia               | 1.791.613.741  | 2.660.237.863  | 2.545.458.582  | 2.217.713.086  | 2.235.060.234  |
| Egipto                | 1.611.620      | 1.791.107.649  | 3.843.588.831  | 2.573.297.412  | 1.310.338.281  |
| Alemania              | 1.651.907.680  | 2.015.930.392  | 1.561.331.636  | 1.718.334.601  | 1.753.624.633  |
| España                | 677.157.232    | 1.306.187.331  | 2.187.480.263  | 1.457.279.257  | 1.552.319.220  |
| Hungría               | 872.694.062    | 1.227.542.047  | 1.546.228.568  | 1.656.650.610  | 1.700.024.002  |
| Malta                 | 666.474.604    | 1.248.125.477  | 2.022.258.449  | 1.448.023.148  | 1.533.708.121  |
| Resto del mundo       | 10.257.161.164 | 13.437.597.269 | 12.393.314.089 | 11.884.960.911 | 11.334.655.572 |
| Total                 | 41.807.599.235 | 55.939.859.540 | 54.808.845.305 | 48.706.482.158 | 41.428.641.769 |